# Rimsberg
Rimsberg ist eine Ortsgemeinde im Landkreis Birkenfeld in Rheinland-Pfalz. Sie gehört der Verbandsgemeinde Birkenfeld an.

## Geographie
Rimsberg liegt östlich der Kreisstadt Birkenfeld. Im Norden befindet sich Schmißberg und im Südosten Nohen.
Zu Rimsberg gehört auch die Siedlung Vogelsbüsch sowie der Wohnplatz Lindenhof.

## Geschichte
Der Ort wurde im Jahr 1269 als Rummersberg erstmals urkundlich erwähnt.
Rimsberg gehörte bis zum Ende des 18. Jahrhunderts zur Hinteren Grafschaft Sponheim und war Hauptort eines als Pflege bezeichneten Verwaltungs- und Gerichtsbezirks, der dem Oberamt Birkenfeld unterstellt war. Zur Pflege Rimsberg gehörten auch die Dörfer Nohen und Reichenbach. Im Jahr 1607 wurden in Rimsberg sechs Familien gezählt, 1699 waren es nur vier, deren Anzahl bis 1772 auf 15 anstieg. 1790 hatte der Ort 78 Einwohner, die Gemarkung von Rimsberg umfasste etwa 307 Hektar.
Im Jahr 1794 wurde das Linke Rheinufer von französischen Revolutionstruppen eingenommen. Von 1798 bis 1814 gehörte Rimsberg zum Kanton Birkenfeld im Saardepartement. Aufgrund der auf dem Wiener Kongress (1815) getroffenen Vereinbarungen kam die Region 1817 zum oldenburgischen Fürstentum Birkenfeld. Die Gemeinde Rimsberg war der Bürgermeisterei Birkenfeld im Amt Birkenfeld zugeordnet. Von 1918 an gehörte Rimsberg zum oldenburgischen „Landesteil Birkenfeld“ und kam 1937 zum preußischen Landkreis Birkenfeld. Seit 1946 ist Rimsberg Teil des Landes Rheinland-Pfalz.
Bevölkerungsentwicklung
Die Entwicklung der Einwohnerzahl von Rimsberg, die Werte von 1871 bis 1987 beruhen auf Volkszählungen:
| Jahr | Einwohner |
| 1815 | 90        |
| 1835 | 161       |
| 1871 | 153       |
| 1905 | 129       |
| 1939 | 116       |
| 1950 | 136       |

| Jahr | Einwohner |
| 1961 | 140       |
| 1970 | 126       |
| 1987 | 123       |
| 1997 | 120       |
| 2005 | 121       |
| 2023 | 125       |

## Politik

### Bürgermeister
Wolfram Müller wurde 2024 vom Gemeinderat erneut zum Ortsbürgermeister von Rimsberg gewählt.
Er war 2014 Ortsbürgermeister geworden. Bei der Direktwahl am 26. Mai 2019 wurde er mit einem Stimmenanteil von 66,27 % für weitere fünf Jahre in seinem Amt bestätigt.
Müller löste 2014 Werner Schmitt ab, der dieses Amt seit 1989 innehatte.

### Wappen
| Wappen von Rimsberg | Blasonierung: „In schräggeteiltem Schild vorne in Grün ein goldener geöffneter Armreif, darin eine silberne schrägaufwärts gerichtete Lanzenspitze, hinten rot-silbern geschacht.“ |
| Wappen von Rimsberg | Es wurde 1965 vom rheinland-pfälzischen Innenministerium genehmigt. |

## Wirtschaft und Infrastruktur
Im Westen verläuft die Bundesstraße 41, die im Süden zur Bundesautobahn 62 führt. In Nohen ist ein Bahnhof der Bahnstrecke Bingen–Saarbrücken.